# Lars Danielsson
Lars Danielsson (ur. 5 września 1958 w Göteborgu) – szwedzki kontrabasista jazzowy. Absolwent Konserwatorium w Göteborgu. Danielsson gra na kontrabasie, gitarze basowej oraz wiolonczeli.
W 1985 roku założył kwartet we współpracy z saksofonistą Dave’em Liebmanem, pianistą Bobo Stensonem oraz perkusistą Jonem Christensenem. Muzyk współpracował ponadto z takimi wykonawcami jak Trilok Gurtu, Kenny Wheeler, Jon Christensen, Leszek Możdżer, Zohar Fresco, Jack DeJohnette, Bob Berg, Bill Evans czy Randy Brecker.

## Wybrana dyskografia
- Anne Dorte Michelsen – Mellem Dig Og Mig (1983)[1]
- Trilok Gurtu – The Glimpse (1997)[2]
- Lars Danielsson – Libera Me (2004)[3]
- Cæcilie Norby – Slow Fruit (2005)[4]
- Leszek Możdżer, Lars Danielsson, Zohar Fresco – The Time (2005)[5], POL: diamentowa płyta[6]
- Leszek Możdżer, Lars Danielsson, Zohar Fresco – Between Us and the Light (2006)[7], POL: 2x platynowa płyta[8]
- Lars Danielsson, Leszek Możdżer - Pasodoble (2007), POL: platynowa płyta[9]
- Leszek Możdżer, Lars Danielsson, Zohar Fresco – Live (2007), POL: 2x platynowa płyta DVD[10]
- Lars Danielsson, Leszek Możdżer, Mathias Eick, Eric Harland, John Parricelli – Tarantella (2009), POL: złota płyta[11])
- Lars Danielsson, Tigran Hamasyan, Magnus Ostrom, Arve Henriksen, John Parricelli - Liberetto (2012)
- Cæcilie Norby, Lars Danielsson, Leszek Możdżer, Nguyên Lê – Silent Ways (2013)
- Leszek Możdżer, Lars Danielsson, Zohar Fresco – Polska (2013), POL: 2x platynowa płyta[12]